# Kalksteen van Bunde
De Kalksteen van Bunde is een serie gesteentelagen in de ondergrond van het zuidwesten van het Nederlandse Zuid-Limburg en het Kempens Bekken in België. De Kalksteen van Bunde is onderdeel van de Formatie van Houthem en stamt uit het Paleoceen.
De kalksteen is vernoemd naar het dorp Bunde.

## Stratigrafie
Normaal gesproken ligt de Kalksteen van Bunde boven op de oudere Kalksteen van Geulhem en onder de jongere Kalksteen van Geleen, beide ook onderdeel van de Formatie van Houthem. Tussen de kalksteenlagen Geleen en Bunde bevindt zich de Horizont van Geleen. Tussen de kalksteenlagen Bunde en Geulhem bevindt zich de Horizont van Bunde.

## Kalksteen
De Kalksteen van Bunde is grofkorrelige kalksteen.
De typelocatie van de Kalksteen van Bunde is een boring bij Brommelen.